# Studio Grande Armée
Le Studio Grande Armée est un studio d’enregistrement musical situé à Paris, ouvert en 1972 par le musicien Jean-Claude Dubois,.

## Historique

### 1972 - 1978: Ouverture du Studio Grande Armée
En 1972, Jean-Claude Dubois, harpiste de l’Opéra de Paris et de la Garde Républicaine, ouvre l’un des premiers studios d’enregistrement commerciaux de France, avenue de la Grande Armée à Paris.

### 1978 - 2017: Déménagement au Palais des Congrès
En 1978, le studio déménage au Palais des Congrès de Paris, sur 760m2 divisés en trois studios d’enregistrement et de mixage, dont un plateau de 250m2, ayant la capacité d’enregistrer de nombreux orchestres.
C’est le premier studio d’enregistrement français dessiné et construit par Tom Hidley.
Son nouvel emplacement lui vaut rapidement le surnom de « Studio du Palais ».
Pendant plus de 40 ans, des années 70 aux années 2010 le studio enregistrera des artistes francophones, tels que Alain Chamfort, Bernard Lavilliers, Booba, Charles Aznavour, Dalida, Daniel Balavoine, Florent Pagny, Françoise Hardy, Gilbert Montagné, Indochine, Johnny Hallyday, Jenifer, M. Pokora, Michel Polnareff, Serge Lama, Supreme NTM, Shy’m, Tal, Zaz …
Aussi internationaux comme Fally Ipupa, Koffi Olomidé, Nicky Minaj, Ophélie Winter, Ice T, Rihanna, Steve Lacy, Tina Turner, Zayn Malik…
Le Studio Grande Armée enregistre également la bande originale de nombreux films de nombreux compositeurs célèbres tels que Béatrice Thiriet , Bruno Coulais, Ludovic Bource qui obtiendra un Oscar de la meilleure musique de film 2011, Christophe Julien et Alexandre Desplat également nommé aux Oscar pour la musique de "Zero Dark Thirty "et "De Rouille et d'Os" de Jacques Audiard .
Dans le studio, sous le palais des congrès se tiennent pendant quelques années des showcases privés, retransmis sur la chaine de Virgin Radio, notamment celui de Carly Rae Jepsen ou encore des groupes Phoenix, London Grammar ou Franz Ferdinand,,.
Selon le Télégramme de Brest, il s'agit du « plus gros studio d'enregistrement d'Europe ». « Là où tous les grands noms de la chanson française et du rock international  sont passés ou presque (Mick Jagger, Kanye West, Calogéro, Woodkid, Etienne Daho ou Matt Pokora…) » d'après France 3.

### 2017: Nouvelles cabines
En 2017, le Studio Grande Armée souhaite répondre aux demandes de post-production et de musique urbaine en construisant des cabines supplémentaires.
L’unité 58 est un nouveau complexe de 300m2 en étage à la lumière du jour, au 58 avenue Charles de Gaulle à Neuilly, à quelques dizaines de mètres de son site principal.
L’explosion de la musique urbaine depuis les années 2010 conduit le studio à enregistrer et mixer les albums d’artistes phares de ce genre tels que Nekfeu, Ateyaba, Zola, 13 Block, SDM, Bramsito, La Mafia K’1 Fry, Rim K, ou le Saïan Supa Crew par exemple.

### 2023: Réouverture des grands plateaux
Les Studios A,B et C, anciennement au Palais des congrès, sont redessinés pour être agrandis et déplacés au 67 boulevard de Charonne pour une ouverture prévue en 2023.
C’est dans une ancienne poste industrielle que se tiendront les locaux du Studio Grande Armée, celle-ci faisant partie des 34 sites parisiens proposés pour la seconde édition du concours « Ré-inventer Paris », organisé par la Ville de Paris. Celle ci aretenu le projet MurMure porté par la holding immobilière Batipart. Il prévoit d’amménager sur 9.000 m2 le poste de transformation en un lieu de création, de transmission, de commerces et de loisirs liés au son. Le programme comprend notamment les studios d’enregistrement,.

### Détail des studios
Le studio 1 bénéficie d’une salle de contrôle de 30 m2, et d’une Iso Booth[Quoi ?] de 15 m2 pour l’enregistrement d’une à quatre personnes, de petites formations, ou d’instruments solo[réf. nécessaire].
Le studio 2, configuré de la même façon que le studio 1, propose une salle de contrôle de 25 m2 et d’une Iso Booth[Quoi ?] de 14 m2 pour l’enregistrement d’une à trois personnes ou de petites formations[réf. nécessaire].
Le studio 3 est destiné au mixage.
Le studio 4 est équipée et certifié par les laboratoires Dolby Atmos et Sony 360 RA.
Composée d’un monitoring 7.1.4 Genelec à calibration numérique, elle permet l’écoute et le mixage en audio immersif : les formats audio immersifs ont la particularité d’ajouter une dimension verticale à la diffusion du son, afin de fournir un rendu en 3 dimensions et une dynamique beaucoup plus proche de la réalité de ce que nous pouvons humainement entendre. Cette technologie constitue une avancée majeure dans le traitement du son, introduisant le concept d’objet audio[réf. nécessaire].